# 그리고리 쿨리크

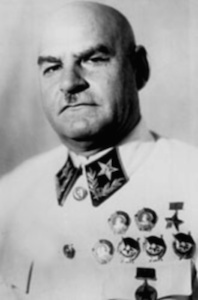

그리고리 이바노비치 쿨리크(Григо́рий Ива́нович Кули́к, 1890년 9월 9일 ~ 1950년 8월 24일) 은 소비에트 연방의 군인이다. 독소 전쟁이 발발한 후 독일군에게 참패를 당해 계급이 강등되었고, 제2차 세계대전 이후 스탈린에게 불경한 말을 했다는 이유로 체포 처형되었다.

## 초기 이력
쿨리크는 우크라이나의 폴타바의 근처의 한 빈농에서 태어났다. 제1차 세계대전 당시 러시아 제국군에서 싸우다가 1917년 볼셰비키에 가담하였고 1918년에는 붉은 군대에 입대하였다. 러시아 내전 기간 동안 붉은 군대의 포병 지휘관이 되었고, 하르코프 등지에서 전투에 참전했다.

## 전쟁 사이의 기간
1937년 쿨리크는 붉은군대의 포병총감이 되었다. 그는 스탈린 충성파였고, 군사적 보수파였기 때문에, 미하일 투하체프스키가 주동이 된 붉은 군대의 현대화계획을 크게 반대했다. 투하체프스키가 1937-1938년의 대숙청 기간중 체포되어 처형된 반면 쿨리크는 대숙청에서 무사했다.
1939년 쿨리크는 국방장관 대리가 되었고, 폴란드 침공을 이끄는 소련군을 지휘했다. 이해 말의 겨울 전쟁에도 참전하여 포병을 지휘하여 소비에트 연방 영웅 칭호를 받았다.
1940년 5월 8일, 쿨리크는 세묜 티모셴코와 함께 소비에트 연방 원수의 계급으로 승진했다. 쿨리크는 무능과 난폭함으로 악명을 떨치고 있었지만, 스탈린과 가까웠기 때문에 계속 승진할 수 있었다. 그가 원수로 승진하기 이틀전에 아내 키라 시모니치가 NKVD에 체포되지만, 전혀 구하려는 노력을 하지 않았고, 결국 아내는 처형되었다.

## 군사적 수구파
대숙청을 무사히 넘긴 보로실로프나 부됸니 원수와 마찬가지로 쿨리크는 스탈린과 친했지만 전문적인 군사지식은 거의 없었다. 그들의 승진은 전적으로 러시아 내전에서 드넓은 러시아 영토 안에 산재한 하얀 군대(반혁명군)의 게릴라나 민병대와 싸워 얻은 전공과 스탈린과의 친분 덕이었다. 그러나 이들은 현대전을 지휘할 능력은 거의 없었다.
쿨리크는 T-34전차와 KV-1 전차에 고리키의 공장에서 생산된 전차포를 탑재하는 것을 반대하고 자기가 후원하는 레닌그라드의 공장에서 생산되는 전차포를 설치하도록 하였다. 고리키 공장에서 생산되는 전차포가 더 품질이 우수했고 레닌그라드 제품은 결함이 많았기 때문에 레닌그라드제 포를 탑재한 독소전쟁 초기에 소련군의 T-34, KV-1전차들은 더 우수한 성능에도 불구하고 독일군의 3호전차를 저지하지 못했다.
쿨리크는 관료주의적인 성격으로 군수생산을 질질 끌어서 소련군의 전차포탄 생산량은 필요량에 한참 모자랐다. 그리하여 충분하지 못한 장탄량을 가지고 출전했다가 전투가 한창일 때 포탄이 바닥난 전차병들은 전차를 버리고 후퇴하기 일쑤였다.
또한 독일군이 사용하던 기관단총인 MP-40이 "부르조아적이고 파시스트적인 무기이며, 탄약을 낭비하고 명중률이 낮다"고 과소평가하고, 소련군이 막 개발된 PPD-40 기관단총으로 무장하는 것을 금지했다. 1941년 독소 전쟁의 개시 후, 독일군의 보유한 MP-40에 소련군이 큰 피해를 입고 그 유효성이 확인되고서야 소련은 PPD-40을 개량한 PPSh-41을 대량으로 생산하여 부대를 무장시키기 시작했다.
마찬가지로 쿨리크는 투하쳅스키가 제안한 붉은군대의 기계화와 기갑부대화를 크게 반대했고, 투하체프스키가 숙청된 이후, 세묜 티모셴코가 이를 계속 추진하려고 하자, 스탈린에게 편지를 보내 "이런 개념은 퇴화된 파시스트적인 이데올로기에 불과하다"고 주장하여 이를 막았다. 또한 방어수단으로 지뢰밭을 구축하는 방안을 "약자의 방법"이라고 주장하여 이의 사용을 좌절시켰다. 이때문에 바르바로사 작전에서 독일의 기갑부대는 방위 거점에 웅크리고 있는 붉은 군대를 우회하여 빈 공간을 마음대로 휘젓고 다녔고, 뒤따라온 독일군 보병은 이를 포위하여 거점의 소련군을 항복시켰다.
또한 쿨리크는 스탈린에게 절망적인 상황하에서도 후퇴는 금지되어야 한다고 주장하여, 독소전쟁 초반에 수많은 포위전에서 소련군이 후퇴하지 못하고 포위되어 대참패를 하는 원인을 만들기도 하였다.

## 강등
독소전쟁이 발발하자 쿨리크는 제54군을 맡아 레닌그라드 수비를 맡았으나, 쇄도하는 독일군에게 참패를 하였다. 이 때문에 총참모장이었던 게오르기 주코프가 레닌그라드 방면으로 급히 구원을 와서 방위전을 지휘했고, 전선을 안정화시켰다.
1942년 3월, 쿨리크는 패배에 대한 책임으로 군법회의에 회부되어 소장으로 강등되었다. 마찬가지로 스몰렌스크에서 대패를 한 드미트리 파블로프 대장은 사형을 선고받았지만, 쿨리크는 스탈린과의 친분때문에 사형이 아니라 강등에 그쳤다. 1943년 4월, 쿨리크는 제4친위군의 사령관이 되었고, 남은 전쟁기간 동안 동원총감대리와 볼가 군관구 사령관을 역임하였다.

## 몰락
대전의 승리와 함께 소련군의 고급 지휘관들의 명성과 인기가 높아졌고, 이오시프 스탈린과 NKVD 부장인 라브렌티 베리야는 이를 시기하여 군부에 대한 새로운 숙청을 계획하였다.
1946년 쿨리크는 전화통화에서 정치가들이 군인들의 공적을 가로채고 있다고 불평을 했는데, 이는 NKVD에 도청되었다. 이후 쿨리크는 바로 해임되고, 1947년에는 체포되었으며 계속 수감생활을 하다가 1950년이 되어서야 쿨리크는 재판에서 반역혐의로 사형을 선고받고 처형되었다.
쿨리크는 흐루쇼프 집권 이후 복권되었고, 1957년에 소련 원수의 계급도 복원되었다.